# Victoire Tomégah-Dogbé
Victoire Tomégah-Dogbé, née le 23 décembre 1959 à Lomé, dans la région maritime, est une femme politique  togolaise.
Elle est Première ministre entre 2020 et 2025, après avoir été ministre du Développement à la Base, de l'Artisanat, de la Jeunesse et de l'Emploi des jeunes dans le gouvernement Komi Sélom Klassou et directrice de cabinet du président Faure Gnassingbé.

## Biographie

### Enfance, formation et débuts
En 1978, elle intègre la faculté des sciences économiques et de gestion (FASEG) de l'université du Bénin (devenue université de Lomé, Togo), dont elle sort diplômée avec une maitrise en sciences économiques et de gestion (option gestion d’entreprises) en 1982.
À l’étranger, elle obtient un diplôme en marketing spécialisé en général management finance au Jutland Technology Institute AARHUS en 1988 au Danemark puis un Orchestrating Winning Performance à l'International Institute for Management Development à Lausanne (Suisse) en 1996.
Elle poursuit son parcours académique grâce à l’université virtuelle de Développement du PNUD (New York), en association avec la Jones International University (États-Unis) obtenant un « diplôme de spécialisation » (équivalent du diplôme d'études supérieures spécialisées) dans les domaines d’intervention couverts par le PNUD.
Victoire Tomégah Sidémého Dogbé commence sa carrière au sein de l'Industrie togolaise des plastiques (ITP), où elle est promue de 1986 à 1988, d'abord chef du personnel puis chef du service approvisionnement. Ensuite, elle est appelée à prendre la direction administrative et financière à l’ITP de 1988 à 1992.
En 1992, elle quitte l’ITP et devient la responsable du réseau à Shell Togo. Après un an passé à Shell, elle retourne à l’ITP et en devient la directrice générale de 1994 à 1998.

### Carrière

#### Vie civile
Victoire Tomégah-Dogbé fait ses armes au Programme des Nations unies pour le développement (PNUD). Assistante représentante résidente chargée des opérations du PNUD au Togo de 1999 à 2002, elle sera par la suite assistante représentante résidente chargée des opérations du PNUD au Congo-Brazzaville de 2002 à 2004, représentante résidente adjointe chargée des opérations du PNUD au Burkina Faso de 2004 à 2007, et représente résidente adjointe du PNUD au Bénin, de 2007 à 2008.

#### Carrière ministérielle
En 2008, alors qu’elle est au PNUD au Bénin, le président de la République, Faure Gnassingbé, et le Premier ministre, Gilbert Houngbo, font appel à elle pour occuper le portefeuille de ministre déléguée auprès du Premier ministre chargée du développement à la base, créé pour l'occasion.
En 2010, à la suite de la réélection du président Faure Gnassingbé, elle est nommée ministre du Développement à la base, de l'Artisanat, de la Jeunesse et de l'Emploi des jeunes, dans le second gouvernement de Gilbert Houngbo. Elle conserve ses fonctions ministérielles au sein du gouvernement Ahoumey Zunu I de 2012 à 2013 et du gouvernement Ahoumey Zunu II de 2013 à 2015. 
Après l'élection  présidentielle d'avril 2015, Komi Sélom Klassou remplace Arthème Ahoomey-Zunu à la primature à partir du 5 juin 2015. Il forme le premier gouvernement Komi Sélom Klassou le 28 juin 2015 dans laquelle Victoire Tomegah Dogbé conserve toujours le ministère du Développement à la Base, de l'Artisanat, de la Jeunesse et de l'Emploi des jeunes.

#### Directrice du cabinet du président de la République
Par décret du président Faure Gnassingbé en date du 15 mai 2009, Victoire Sidémého Dzidudu Tomégah-Dogbé, est nommée directrice de cabinet de la présidence de la République avec rang de ministre. La nomination d’une femme à ce poste est une première.

#### Carrière politique
Victoire Tomégah-Dogbé est membre du parti présidentiel UNIR. Le 25 juillet 2013, alors qu’elle est à la fois directrice de cabinet du président de la République et ministre, elle se fait élire députée dans la circonscription électorale de Vo, longtemps acquise à l’opposition togolaise, à l'issue des élections qualifiées de « transparentes » par la mission d'observation électorale de l'Union africaine. Maintenue à son poste de ministre du Développement à la base, de l’Artisanat, de la Jeunesse et de l’Emploi des jeunes après les législatives de 2013, elle quitte son poste de députée à l’Assemblée nationale.
En avril 2015, Victoire Tomégah-Dogbé coordonne la campagne électorale pour le parti présidentiel UNIR dans plusieurs quartiers de Lomé. 
En septembre 2020, elle est nommée Première ministre et devient la première femme à exercer cette fonction. Elle est reconduite en 2024 par Faure Gnassingbé pour former un gouvernement transitoire ; elle forme un autre gouvernement, dénommé gouvernement Victoire Tomegah Dogbé II.